# Carrer de Boters
El Carrer de Boters és una obra de Lleida (Segrià) inclosa a l'Inventari del Patrimoni Arquitectònic de Catalunya.

## Descripció
Carrer antic de la ciutat, de traçat irregular, amb diferents amplades entre 4 i 8 metres, vorejat d'habitatges antigues de planta baixa i de tres a cinc pisos, que segueixen alineacions irregulars, però sense fer trencalls. Gairebé pla, surt del carrer de la Tallada desembocant a la plaça Cervantes.

## Història
Les muralles de la ciutat antiga, arrencaven de la porta romana de Boters. Tant el portal com el seu carrer immediat, no començaren a conèixer-se amb el nom de Boters fins al segle XIV. El 17 de febrer del 1327, Alfons el Benigne incloïa el carrer per tal que els estudiants hi poguessin establir llurs domicilis. Les guerres del 1640 i el 1705 despoblaren els environs de Boters. L'argument demogràfic del 1765 feu que es repoblés amb pagesos i hortolans. L'any 1785 hi havia 24 cases edificades. El portal romà es destruí el 1875.